# Disco (musikalbum)
Disco är Pet Shop Boys andra album, släppt 1986. Låtarna på skivan är remixer av låtar som fanns på debutalbumet Please; flertalet av remixerna hade tidigare funnits på maxisinglar. Det här var det andra remixalbumet som gavs ut över huvud taget, under förutsättning att man räknar Love and Dancing med The Human League från 1982 som det första.

## Låtlista
1. In The Night (Extended Mix)
2. Suburbia (The Full Horror)
3. Opportunities (Version Latina)
4. Paninaro (Italian Remix)
5. Love Comes Quickly (Shep Pettibone Mastermix)
6. West End Girls (Shep Pettibone Disco Mix)